# بابلو ألفاريز
بابلو سيباستيان ألفاريز فاليرا (بالإسبانية: Pablo Sebastián Álvarez valeira)‏ الشهير باسم بابلو ألفاريز (مواليد 17 أبريل 1984 في سان مارتين - الأرجنتين) لاعب كرة قدم أرجنتيني يلعب حاليا لصالح نادي الدرجة الأولى كاتانيا الإيطالي منذ 2008 في مركز الظهير الأيمن كما يجيد اللعب في مركز الظهير الأيسر .

## وصلات خارجية
- بابلو ألفاريز على موقع قاعدة بيانات كرة القدم.إي يو (الإنجليزية)
- بابلو ألفاريز على موقع Soccerway.com (الإنجليزية)
- بابلو ألفاريز على موقع عالم كرة القدم.نت (الإنجليزية)
- بابلو ألفاريز على موقع AS.com (الإسبانية)